# Élections législatives afghanes de 2018
Les élections législatives afghanes de 2018 se déroulent les 20 et 21 octobre 2018 afin de pourvoir les 249 sièges de la Chambre du peuple d'Afghanistan.
Les élections se déroulent dans un contexte de très forte insécurité, marqué par des attentats visant à perturber leur déroulement de la part de l'organisation terroriste État islamique ainsi que des talibans, qui contrôlent une partie du territoire.

## Contexte
Initialement prévues pour 2015, les élections sont une première fois reportées au 15 octobre 2016 puis à nouveau différées au 7 juillet 2018 faute d'une majorité au parlement pour voter la nouvelle loi électorale, avant d'avoir finalement lieu le 20 octobre 2018. Les élections provinciales, prévues pour 2015, sont également reportées.
Les élections se passent dans un climat d'insécurité extrême. Le contrôle du pays est morcelé entre le gouvernement et les talibans, avec de plus quelques zones contrôlées par Daech ou des trafiquants d'héroïne. Les attentats sont très réguliers. Et certains visent à perturber les élections. Ainsi, le 22 avril 2018, un attentat revendiqué par Daech vise un centre d'enregistrement des électeurs et cause plus de 50 morts.
Le 6 mai 2018, un attentat à la bombe contre une mosquée de la province de Khost qui servait de centre d'enregistrement fait 13 morts et 33 blessés ; l'attentat n'est pas revendiqué, les talibans et l’État Islamique sont tous les deux suspectés.

## Système électoral
Les 250 membres de la chambre du peuple sont élus pour cinq ans au vote unique non transférable dans 34 circonscriptions plurinominales de 2 à 33 sièges correspondants aux provinces du pays. Sur ce total, 68 sièges sont réservés aux femmes, 10 autres aux nomades kuchis, dont au moins trois femmes, et un dernier siège pour les hindous et les sikhs conjointement. Les candidats ayant recueilli le plus de voix dans chaque circonscriptions sont élus. Néanmoins, si le nombre de femmes ou de Kuchis est inférieur au seuil réservé, les sièges sont d'abord pourvus par des candidates ayant recueilli moins de suffrages que leurs adversaires jusqu'à atteindre les seuils ainsi qu'un minimum d'au moins une femme pour chacune des 34 provinces, puis la répartition reprend en fonction du plus grand nombre de voix obtenu.

## Résultats
Les résultats préliminaires étaient initialement attendus pour le 10 novembre,, la commission électorale devant ensuite proclamer les résultats définitifs le 20 décembre au plus tard. La commission électorale finit pas publier le 14 mai 2019 la liste des noms des 238 candidats ayant remporté un siège. Les élections des 11 députés de la province de Ghasni sont repoussées au 28 septembre 2019, en même temps que les élections présidentielle et provinciales.